# Aston Martin Bulldog
De Aston Martin Bulldog is een sportwagen van de Britse automobielfabrikant Aston Martin, ontworpen door William Towns en ontwikkeld door enkele Aston-Martin-ingenieurs als Mike Loasby en Keith Martin. Het initiatief tot deze auto gaat terug tot het jaar 1976 en ging uit van een Arabische klant, die zich echter voor het voltooien van de (naar verhouding zeer lang durende) ontwikkeling terug trok. Aston Martin besloot na enige afwegingen, de auto min of meer als reclameobject op eigen kosten te voltooien. De code-naam voor het project was aanvankelijk DP K9, naar een rol in de film Doctor Who. De later gekozen naam "Bulldog" sloeg op de kleine oneconomische hoek in de Aston Martin-fabriek, waar Keith Martin en zijn team de auto opbouwden en die intern als "hondenhok" betiteld werd.
Anders dan alle Aston Martin modellen tot dan toe, was de Bulldog voorzien van een middenmotor. Hij stond op een robuust ruggengraatchassis. De voorwielophanging bestond uit een double wishbone met schroefveren en dwarsstabilisatoren; achter werd een DeDion-as met schroefveren, langsgeleiders en Watt-stangenstelsel gemonteerd. Voor de aandrijving werd de Aston Martin 5,3 liter achtcilindermotor gebruikt, die echter wel over twee Garrett uitlaatturbo's beschikte en zodoende, 600 of zelfs 700 pk leverde. Een tweede exemplaar van deze motor werd in 1980 in één exemplaar van de Aston Martin Lagonda toegepast.
William Towns ontwierp voor de Bulldog een met 1092 mm zeer lage, gladde carrosserie met brede, ver in de vloer doorlopende vleugeldeuren. Towns paste nagenoeg geen ronding toe; zelfs de tijdelijk gemonteerde buitenspiegels waren hoekig gemodelleerd. Bijzonder kenmerkend voor het front was een batterij van vijf koplampen, die verborgen waren achter een neerklapbare klep vóór de voorwielen. In het interieur werd het reeds uit de Lagonda bekende concept met digitale instrumenten verder doorgevoerd. Na zijn presentatie kreeg de auto een monitor in de middenconsole, die het zicht naar achteren zou moeten verbeteren.
De eerste testrit was een groot succes. De auto haalde een bevestigde topsnelheid van 307 km/h, echter duidelijk minder dan de fabrieksprognose (322 km/h). De theoretisch haalbare snelheid lag op 381 km/h. Hij werd officieel gepresenteerd op 27 maart 1980 in het Bell Hotel in Aston Clinton.
Na beëindiging van het ontwikkelingsprogramma verkocht Aston Martin het enige exemplaar van de Bulldog in de loop van 1982 aan de meestbiedende, een klant uit het Midden-Oosten. De toenmalige verkoopprijs van de Bulldog was ongeveer 130.000 GBP (ca. € 192.000).
De Bulldog bracht enige tijd door in de Verenigde Staten, werd dan echter voor de verkoop met een nieuwe, groene kleur naar Groot-Brittannië teruggebracht (oorspronkelijk zilverkleurig met lichtgrijs). Het interieur werd eveneens aangepast, en wel van het oorspronkelijke donkerbruin op licht roodbruin naar een met groen afgezette crèmekleur.
De nieuwe eigenaar van deze Aston Martin is de Britse architect Norman Foster. De laatste bekende veilingprijs van deze auto was $ 19.000.000,-